# Canthylidia capnoneura
Canthylidia capnoneura là một loài bướm đêm trong họ Noctuidae.